# Anthony Bowie
Pour les articles homonymes, voir Bowie.
Anthony Bowie, né le 9 novembre 1963 à Tulsa dans l'Oklahoma, est un ancien joueur américain de basket-ball. Il évoluait aux postes d'arrière et d'ailier.

## Palmarès
- MVP de la CBA 1989
- Champion de Lituanie 1999
- Vainqueur de la NEBL 1999
- Vainqueur de l'Euroligue 1999
- Vainqueur de la Coupe Saporta 2000
- Champion de Russie 2002